# Semn de carte

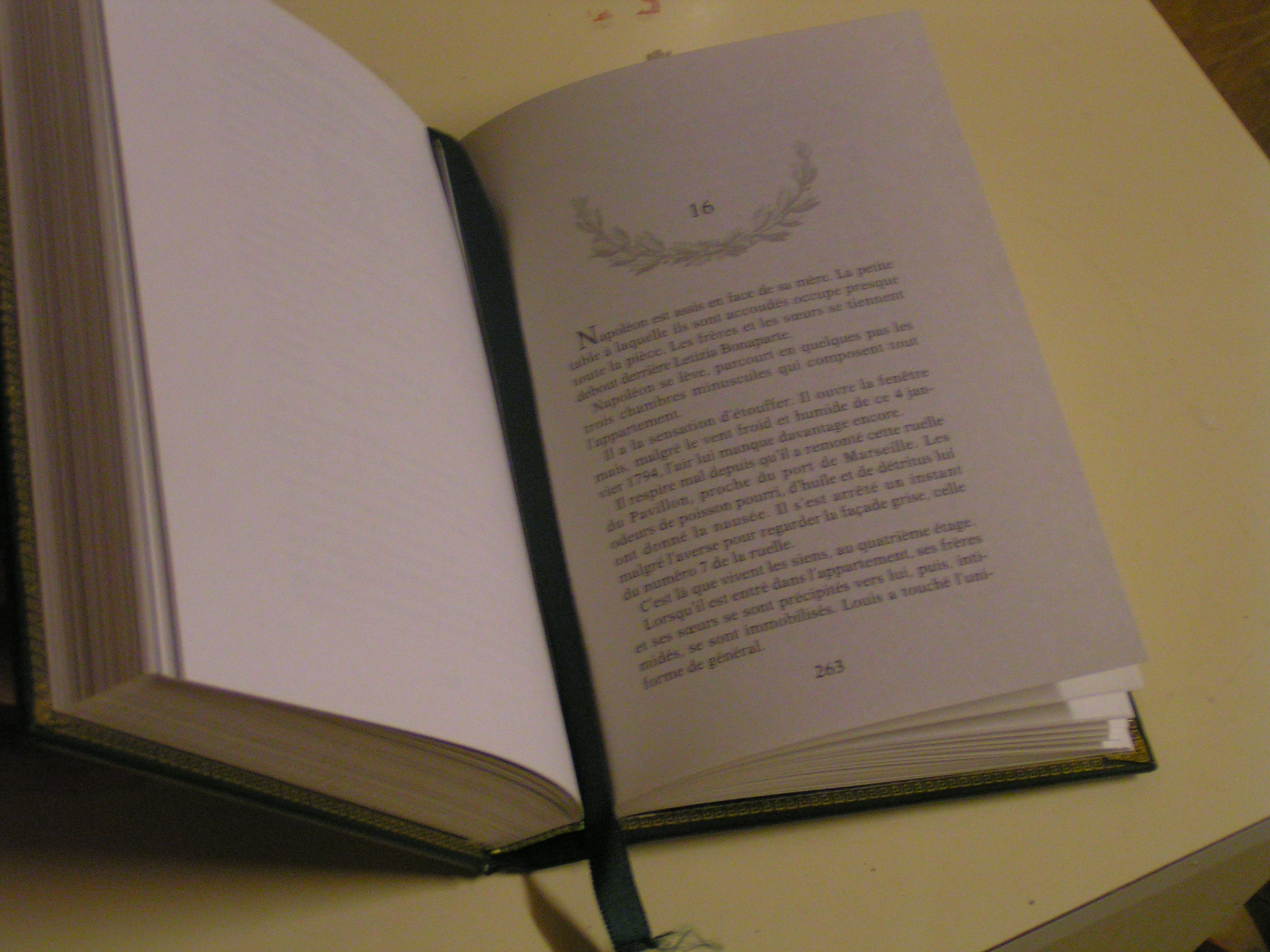
Carte cu semn de carte fix.

Un semn de carte este un obiect ce marchează pagina într-o carte unde a fost întreruptă lectura. 
În contextul internetului, un semn de carte este o legătură efectuată de către un program informatic (de obicei un browser) către o pagină des folosită de către utilizator. 
Semnul de carte (care poate fi îngust sau lat, scurt sau lung, dar totdeauna subțire) poate fi volant sau fix (de obicei, lipit sus sub cotor). 
Materialul din care este confecționat poate fi hârtie, carton, celuloid, material plastic, piele, pânză, fildeș etc.
În limba română se folosește ca regionalism și denumirea de „zăloagă”.
Unele persoane îndoaie pagina în loc să folosească un semn de carte, iar alte persoane folosesc ca semn de carte fâșii de hârtie, bancnote, fire de iarbă, bilete, sau chiar și cuie.

## Istoric
Nu este clar cine și când a inventat semnul de carte. O legendă glumeață spune că un călugăr irlandez, Coloman din Elo, avea o muscă pe care, la întreruperea lecturii, o punea să stea pe ultimul rând citit. Pe unele din picturile lui Jan van Eyck din prima parte a secolului al XV-lea, pot fi văzute semne de carte în cărțile de rugăciuni. Una din primele mențiuni ale unui semn de carte este din în anul 1584, când regina Elisabeta I a primit cadou un semn de carte din mătase franjurată din partea tipografului regal Christopher Barker.
Cam în jurul anului 1830 au început să fie folosite semne de carte din hârtie Bristol perforată, rectangulară, cu text brodat. Cam în 1862, Thomas Stevens, un țesător de mătase din Coventry, Anglia a devenit principalul producător de semne de carte din mătase.